# Ramaytush
Le  ramaytush (ou coastanoan de San Francisco) est une langue costanoane de la branche des langues costanoanes du Nord parlée aux États-Unis, en Californie, dans les comtés de San Francisco et de San Mateo.
La langue est éteinte.